# Reload (canción)
«Reload» —en español: «Recargar»— es una canción realizada en coproducción por el disc jockey y productor sueco Sebastian Ingrosso y el disc jockey australiano Tommy Trash, con la colaboración del cantante sueco John Martin. Fue lanzado como sencillo el 10 de mayo de 2013 la versión vocal de la canción ya que la instrumental había sido lanzada anteriormente, el 28 de septiembre de 2012. Debutó en el número 3 de la lista de éxitos del Reino Unido, y alcanzó la quinta ubicación en Suecia.

## Video musical
El video musical de la canción fue dirigido por Jodeb. Fue rodado en las cuevas de hielo de Islandia y en las selvas y vecindarios de Guatemala mostrando también imágenes tomadas desde un helicóptero, sobrevolando sus volcanes.

## Lista de canciones y formatos
| Descarga digital (Remixes) |                                        |          |  |
| N.º                        | Título                                 | Duración |  |
| 1.                         | «Reload» (Vocal Version / Radio Edit)  | 3:41     |  |
| 2.                         | «Reload» (Vocal Version /Extended Mix) | 6:00     |  |
| 3.                         | «Reload» (Versión instrumental)        | 6:00     |  |
| 4.                         | «Reload» (Clockwork Remix)             | 6:03     |  |

## Posicionamiento en listas y certificaciones
| Lista (2013)                                | Mejor posición |
| ------------------------------------------- | -------------- |
| Alemania (Media Control AG)                 | 89             |
| Australia (ARIA)                            | 20             |
| Austria (Ö3 Austria Top 40)                 | 56             |
| Bélgica (Flandes) (Ultratop 50)             | 48             |
| Bélgica (Valonia) (Ultratip Bubbling Under) | 20             |
| Escocia (The Official Charts Company)       | 1              |
| Estados Unidos (Hot Dance Club Songs)       | 4              |
| Estados Unidos (Dance/Electronic Songs)     | 16             |
| Francia (SNEP)                              | 152            |
| Irlanda (IRMA)                              | 13             |
| Países Bajos (Mega Single Top 100)          | 66             |
| Reino Unido (UK Singles Chart)              | 3              |
| Reino Unido (UK Dance Chart)                | 1              |
| Suecia (Sverigetopplistan)                  | 5              |
| Suiza (Schweizer Hitparade)                 | 70             |

| País      | Organismo certificador | Certificación | Ref.   |
| --------- | ---------------------- | ------------- | ------ |
| Australia | ARIA                   | Oro           | [ 20 ] |
| Dinamarca | IFPI Dinamarca         | Oro           | [ 21 ] |
| Suecia    | GLF                    | Platino       | [ 22 ] |